# As Filhas da Mãe
As Filhas da Mãe é uma telenovela brasileira produzida e exibida pela TV Globo de 27 de agosto de 2001 a 18 de janeiro de 2002, em 125 capítulos. Substituiu Um Anjo Caiu do Céu e foi substituída por Desejos de Mulher, sendo a 62ª "novela das sete" exibida pela emissora.
Escrita por Silvio de Abreu, com a colaboração de Alcides Nogueira, Bosco Brasil e Sandra Louzada, teve direção de Marcelo Travesso e Marcus Alvisi. A direção geral e de núcleo foram de Jorge Fernando.
Contou com Fernanda Montenegro, Cláudia Raia, Andréa Beltrão, Bete Coelho, Raul Cortez, Alexandre Borges, Regina Casé, Cláudia Ohana, Tony Ramos, Lavínia Vlasak e Thiago Lacerda nos papéis principais.

## Enredo
Na década de 60, Lucinda foi ludibriada, e trocou o amor de Arthur pelos falsos galanteios de Fausto, que passava a imagem de bom moço, mas na verdade era um grande pilantra. Após matar, em legítima defesa, um homem que tentou estuprá-la, ela teve que deixar o Brasil quando o próprio marido ameaçou incriminá-la pelo ocorrido para tomar posse dos seus bens. Em Hollywood, e sob o nome de Lulu de Luxemburgo, ela despontou como uma grande diretora de cinema, sendo premiada oito vezes com o Óscar. Após 35 anos, Lulu finalmente pôde voltar ao Brasil, ao lado da fiel assistente Milagros. Então descobre que seu ex-marido desapareceu misteriosamente após aplicar um golpe nos sócios, Arthur e Manolo Gutierrez. Porém ela terá que ficar cara-a-cara com suas três filhas, as quais ela abandonou nos primeiros anos de vida, e que só pensam em dinheiro.
Alessandra, a mais nova, sempre sonhou em se tornar uma grande escritora, mas nunca teve criatividade para desenvolver algo concreto, gastando todo o dinheiro que tinha durante os anos que morou em Roma. Tatiana, a irmã do meio, também não conseguiu se tornar diretora e, igualmente, gastou cada centavo, tendo passado os últimos anos trabalhando como vendedora de pipoca em Londres. Já a estilista de moda Ramona, a mais velha, nasceu Ramon e se descobriu transexual, mudando-se para Paris, onde fez a cirurgia de redesignação sexual sem que as irmãs soubessem, guardando o segredo até o dia de reencontrá-las. A vida delas vem abaixo quando elas descobrem que existe uma quarta herdeira, fruto de um relacionamento secreto do pai, Rosalva, uma pernambucana simples que nem imagina quem é o pai e que sua vida está prestes a mudar. Abalada com a morte do marido caminhoneiro Edmilson, e pela descoberta das inúmeras traições dele, ela cria com muito custo os quatro filhos: Pedro, Zeca, Amanda e Joana. Esta treina para ser boxeadora, contra a vontade da mãe, e desperta o interesse de Diego, filho de Manolo e o desgosto de sua vida, uma vez que o pai queria que ele lutasse boxe, mas o garoto sonha mesmo em se tornar estilista, chegando a trabalhar no ateliê de Ramona.
Manolo está mesmo às voltas com sua noiva, a ex-stripper Aurora, uma mulher cômica sem nenhum refinamento, que tenta se adequar à vida de emergente. Já Arthur nunca foi feliz no amor e, apesar de ser noivo de Valentine, nunca esqueceu Lulu e fica estremecido quando sabe de sua volta. Ele tem dois filhos: o modelo Ricardo e Leonardo, um homem extremamente machista e que adora demonstrar sua virilidade, contrastando este conservadorismo com o que sente por Ramona ao descobrir que ela é transexual. Quem fica de olho nas quatro irmãs é o ambicioso Adriano, afilhado de Fausto e que almeja se apoderar das empresas, nem que pra isso precise seduzir cada uma delas.

## Elenco
| Intérprete            | Personagem                                            |
| --------------------- | ----------------------------------------------------- |
| Fernanda Montenegro   | Lucinda Maria Barbosa Cavalcante (Lulu de Luxemburgo) |
| Raul Cortez           | Arthur Brandão                                        |
| Tony Ramos            | Manolo Gutierrez                                      |
| Cláudia Raia          | Ramona Barbosa Cavalcante / Ramón Barbosa Cavalcante  |
| Andréa Beltrão        | Tatiana Barbosa Cavalcante                            |
| Bete Coelho           | Alessandra Barbosa Cavalcante                         |
| Regina Casé           | Rosalva Rocha dos Anjos Cavalcante                    |
| Thiago Lacerda        | Adriano Araújo                                        |
| Lavínia Vlasak        | Valentine Ventura                                     |
| Alexandre Borges      | Leonardo Brandão                                      |
| Cláudia Ohana         | Aurora Áurea (Orora)                                  |
| Cláudia Jimenez       | Dagmar Cerqueira / Dadá Fortuna                       |
| Reynaldo Gianecchini  | Ricardo Brandão                                       |
| Priscila Fantin       | Joana Rocha dos Anjos                                 |
| Mário Frias           | Diego Gutierrez                                       |
| Tuca Andrada          | Nicolau Rocha (Nico)                                  |
| Patrícya Travassos    | Milagros Quintana                                     |
| Diogo Vilela          | Webster Pereira                                       |
| Virgínia Cavendish    | Maria Leopoldina Pereira                              |
| Yoná Magalhães        | Violante Ventura                                      |
| Cleyde Yáconis        | Georgina Gutierrez (Gorgo)                            |
| Flávio Migliaccio     | Barnabé                                               |
| Elias Gleiser         | Deodoro Rocha (Seu Dedé)                              |
| Bruno Gagliasso       | José Carlos Rocha dos Anjos (Zeca)                    |
| Pedro Garcia Netto    | Pedro Rocha dos Anjos                                 |
| Viviane Novaes        | Érika                                                 |
| Lulo Scroback         | Waldeck Ventura                                       |
| Nelson Xavier         | Mauro das Flores                                      |
| Emiliano Queiroz      | João Alberto                                          |
| Jacqueline Laurence   | Margot de Montparnasse                                |
| Cristina Pereira      | Divina                                                |
| Nelson Freitas        | Clóvis                                                |
| Gustavo Falcão        | Faísca                                                |
| Marcelo Barros        | Polenta                                               |
| Hilda Rebello         | Dona Geralda                                          |
| Ana Beatriz Cisneiros | Amanda Rocha dos Anjos                                |
| Felipe Latgé          | Felipe Augusto Pereira (Felipinho)                    |
| Isabella Cunha        | Maria Elizabeth Pereira                               |
| Samanta Precioso      | Mônica                                                |

### Participações especiais
| Intérprete         | Personagem                   |
| ------------------ | ---------------------------- |
| Francisco Cuoco    | Fausto Cavalcante            |
| Fernanda Torres    | Lulu de Luxemburgo (jovem)   |
| Cláudio Lins       | Fausto Cavalcante (jovem)    |
| Henrique Taxman    | Artur Brandão (jovem)        |
| Edson Celulari     | Edmilson Rocha               |
| Rosamaria Murtinho | Dona Cissa Italiana          |
| Roberto Bataglin   | Mr. Andrews                  |
| Ana Carbatti       | Luzineide                    |
| Cláudia Lira       | Dalete                       |
| Henri Pagnoncelli  | Comendador Mengion           |
| Maria Alves        | Jussara                      |
| Joana Medeiros     | Milena                       |
| Malu Valle         | Sandra                       |
| Mário Cardoso      | Dr. Aírton                   |
| Daniela Cicarelli  | Larissa                      |
| Henri Castelli     | Pércio                       |
| Norton Nascimento  | Investigador Marcelo         |
| Bárbara Paz        | Caroline Alves               |
| Isadora Ribeiro    | Madalena                     |
| Angelita Feijó     | Hudeny                       |
| Maurício Gonçalves | Martinez                     |
| Silvio de Abreu    | Mestre de cerimônia do Oscar |

## Produção
|                                                                 |  |  |
| As primeiras cenas da novela foram gravadas em Paris e Londres. |  |  |

A novela marcaria o retorno de Silvio de Abreu ao horário das 19 horas, após um período apenas trabalhando com novelas das nove. O horário das sete o consagrou na década de 1980 com comédias românticas e ambientadas na cidade de São Paulo. Sílvio tentou repetir a fórmula que, além de o tornar nacionalmente reconhecido, consolidou o horário como destinado a comédias leves e urbanas.
Originalmente a novela se chamaria A Incrível Batalha das Filhas da Mãe no Jardim do Éden, porém a direção considerou-a muito longa, abreviando para Filhas da Mãe no Jardim do Éden e, posteriormente, apenas As Filhas da Mãe, utilizando o original como subtítulo na abertura.
Miguel Falabella escreveria a novela junto com Silvio de Abreu, uma vez que o projeto era focado na comédia e ele tinha uma vasta experiência no gênero, porém o autor teve que desistir da co-autoria quando Sai de Baixo foi solicitada para mais duas temporadas.
A novela teve as primeiras cenas gravadas em Los Angeles, Paris, Londres e Roma, onde se davam as histórias iniciais das quatro principais personagens.
Silvio citou como referência a novela O Sheik de Agadir, de 1966, para o mistério do sumiço de Fausto.
A abertura era representada por bonecos marionetes, manipulados por membros da companhia teatral "O Navegante" e contando o enredo inicial da história. No começo de cada capítulo era mostrado um rap explicando o que tinha acontecido no dia anterior. 
A novela foi aprovada para ter duzentos capítulos iniciais, com possibilidades de ampliação, dependendo da repercussão, uma vez que a emissora acreditava que o projeto tivesse o mesmo sucesso de Uga Uga. Porém, devido à baixa audiência, acabou sendo reduzida para 120 capítulos. Desejos de Mulher, que estava planejada para estrear apenas em abril de 2002, teve que ser adiantada às pressas para cobrir o horário a partir de janeiro.

### Cenografia e figurinos

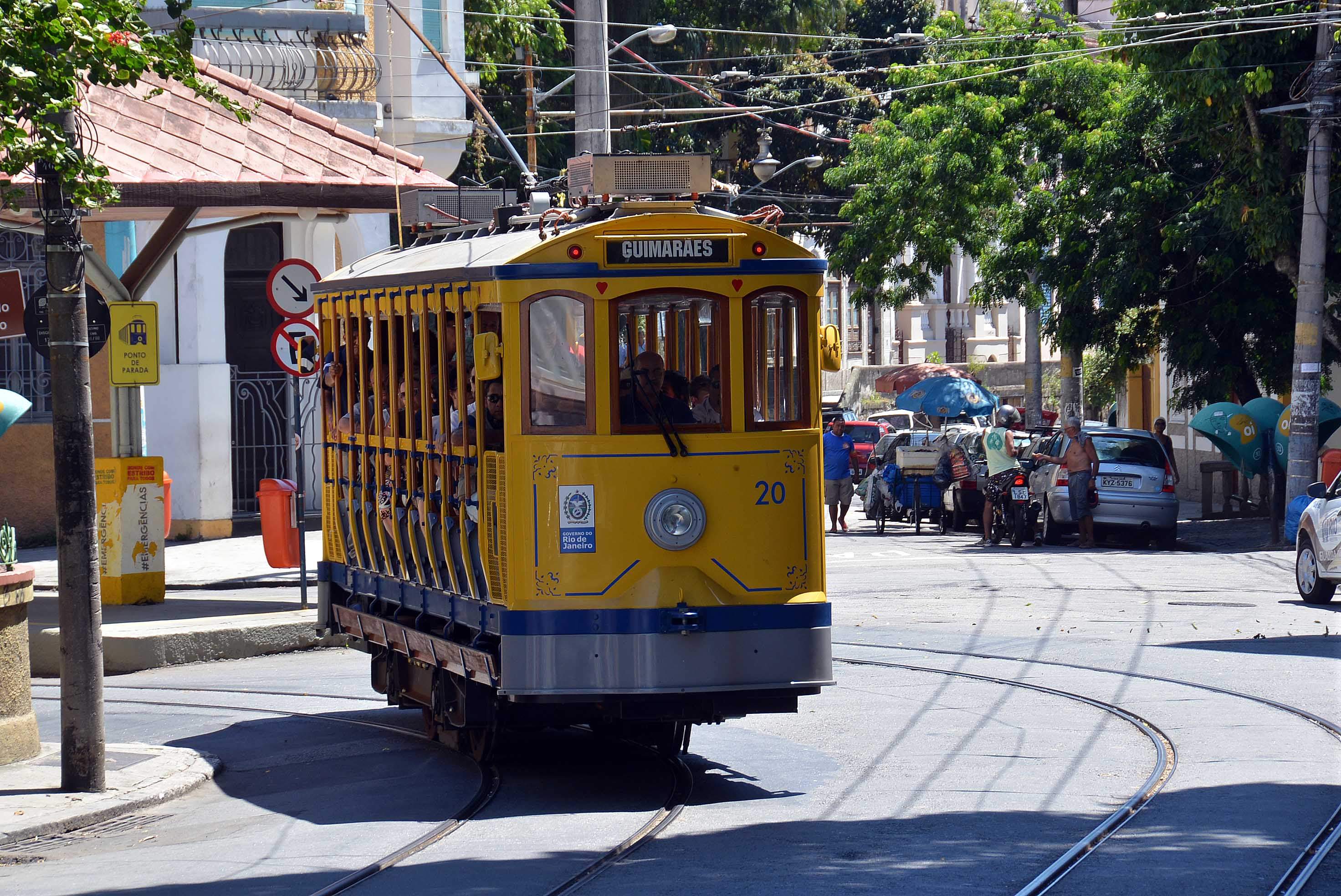
O bairro de Vila Havana foi inspirado na arquitetura de Santa Teresa, no Rio de Janeiro.

O figurino da personagem de Fernanda Montenegro foi inspirado na famosa colecionadora de arte Peggy Guggenheim, que marcou época com visuais exóticos. Já o personagem de Tony Ramos teve o visual inspirado em uma mistura de Elvis Presley com o fator latin lover de Rudolph Valentino, enquanto Lavínia Vlasak usava peças sessentistas inspiradas nas clássicas peças românticas de Audrey Hepburn e nas coleções do estilista Hubert de Givenchy; Raul Cortez teve peças mais clássicas e sóbrias referenciadas pelos visuais refinados de Fred Astaire; Alexandre Borges incorporou não só o figurino, mas a personalidade sedutora de John F. Kennedy, Jr.; já Patricya Travassos apresentou uma mistura de cores latinas e floridas inspirada na pintora Frida Kahlo e na atriz Carmen Miranda.
As peças da personagem de Cláudia Raia foram as mais complexas, compostas pelo figurinista Cao Albuquerque com uma equipe de três outros estilistas para criar um visual glamouroso e, ao mesmo tempo, moderno para que pudesse ser utilizado no dia-a-dia, tendo como referência a atriz italiana Sophia Loren. Uma cidade cenográfica em uma área de 12 mil m² foi construida nos Estúdios Globo, dividido entre as moradias dos personagens, o resort Jardim do Éden e o fictício bairro paulistano de Vila Havana, inspirado em Santa Teresa, bairro do Rio de Janeiro, onde moravam as famílias dos personagens Manolo e Rosalra.

### Escolha do elenco
Luiz Fernando Guimarães foi convidado para interpretar Manolo, porém o ator optou por protagonizar o sitcom Os Normais, passando o personagem para Tony Ramos. Sílvio escreveu a personagem Dagmar especialmente para Cláudia Jimenez, que só aceitou interpretá-la após confirmar que Miguel Falabella não seria co-autor, uma vez que os dois tinham uma relação estremecida na época. A direção quis aproveitar o sucesso do casal formado por Priscila Fantin e Mário Frias – ele era o campeão de cartas da emissora – em Malhação e escalou-os novamente como principal par romântico jovem da trama.

## Música

### Nacional
A primeira trilha sonora da telenovela foi lançada em setembro de 2001 pela Som Livre, mesclando músicas do repertório nacional com do internacional e trazendo na capa o logo de abertura.
Lista de faixas
| N.º | Título                 | Música                   | Personagem tema   | Duração |  |
| 1.  | "Ela é Bamba"          | Ana Carolina             | Rosalva           | 3:43    |  |
| 2.  | "Acima do Sol"         | Skank                    | Joana e Diego     | 3:25    |  |
| 3.  | "Odara"                | Lulo Scroback            | Waldeck           | 3:31    |  |
| 4.  | "Primavera"            | Maria Bethânia           | Lulu e Arthur     | 3:16    |  |
| 5.  | "Sem Parar"            | Gabriel, o Pensador      | Tatiana           | 3:42    |  |
| 6.  | "Dream"                | John Pizzarelli          | Ricardo           | 3:20    |  |
| 7.  | "Janela Indiscreta"    | Lulu Santos              | Leonardo          | 3:47    |  |
| 8.  | "Química Perfeita"     | Banda Eva e Netinho      | Manolo e Aurora   | 3:45    |  |
| 9.  | "São Paulo-SP"         | Fernanda Abreu           | Geral             | 3:45    |  |
| 10. | "Os Olhos do Meu Amor" | Sylvia Massari           | Ricardo e Dagmar  | 3:20    |  |
| 11. | "Orora"                | Exaltasamba              | Aurora            | 3:24    |  |
| 12. | "You Don't Know Me"    | Diane Schuur & B.B. King | Ramona e Leonardo | 3:15    |  |
| 13. | "Mero Detalhe"         | Lenine                   | Adriano           | 3:31    |  |
| 14. | "Fuck the Fashion"     | Vinny                    | Alessandra        | 3:38    |  |
| 15. | "Dancing in the Dark"  | Diana Krall              | Lulu e Arthur     | 3:27    |  |
| 16. | "Vai Pegar"            | Zé Ricardo               | Webster           | 3:31    |  |
| 17. | "Alô Alô Brasil"       | Eduardo Dussek           | Abertura          | 3:11    |  |

### Internacional
A segunda trilha sonora da telenovela foi lançada em 18 de setembro de 2001 pela Som Livre, mesclando músicas do repertório nacional com do internacional e trazendo Reynaldo Gianecchini estampando a capa.
Lista de faixas
| N.º | Título                          | Música           | Personagem tema              | Duração |  |
| 1.  | "Mirame a Los Ojos"             | Paulina Rubio    | Milagros                     | 3:43    |  |
| 2.  | "When You Told Me You Loved Me" | Jessica Simpson  | Valentine                    | 3:25    |  |
| 3.  | "Me, Myself & I"                | Jive Jones       | Pedro e Érika / Zeca e Érika | 3:31    |  |
| 4.  | "Emotion"                       | Destiny's Child  | Ricardo e Valentine          | 3:16    |  |
| 5.  | "Baila Sexy Thing"              | Zucchero         | Alessandra                   | 3:42    |  |
| 6.  | "I Believe in You"              | Joe e 'N Sync    | Nico e Rosalva               | 3:20    |  |
| 7.  | "Eternal Flame"                 | Atomic Kitten    | Joana e Diego                | 3:47    |  |
| 8.  | "Your Song"                     | Billy Paul       | Geral                        | 3:45    |  |
| 9.  | "Dance Anymore"                 | Double You       | Adriano                      | 3:45    |  |
| 10. | "Pra Você Eu Digo Sim"          | Rita Lee         | Lulu e Arthur                | 3:20    |  |
| 11. | "Se Nos Muere El Amor"          | Ricardo Arjona   | Violante e Barnabé           | 3:24    |  |
| 12. | "Addicted To Love"              | Adriana Mezzadri | Violante                     | 3:15    |  |
| 13. | "Colo de Menina"                | Rastapé          | Rosalva                      | 3:31    |  |
| 14. | "Selfish"                       | 'N Sync          | Webster                      | 3:38    |  |
| 15. | "Hero"                          | Enrique Iglesias | Ramona e Leonardo            | 3:27    |  |
| 16. | "The Land"                      | Ibiza            | Geral                        | 3:31    |  |

## Controvérsias

### Classificação indicativa
O Ministério da Justiça tentou bloquear a novela de ser exibida antes das 20h, alegando que a temática da transexualidade era muito delicada para se tratar em um horário assistido por crianças e adolescentes. Cláudia Raia, intérprete da personagem, considerou a decisão discriminatória com as transexuais, uma vez que a personagem nem sequer abordaria a redesignação sexual ou temáticas sobre sexo, alegando que programas com alto teor sexual cisgênero eram exibidos livremente em qualquer horário: "É uma hipocrisia só. Todos os domingos a gente vê bundas em profusão na tevê e ninguém fala nada. Ramona é a mocinha. É como se ela fosse a Regina Duarte da novela". Pouco tempo antes da estreia, a novela foi liberada para o horário.

### Declarações contra as classes D e E
A recepção desastrosa de As Filhas da Mãe fez com que o autor Silvio de Abreu fizesse declarações públicas controversas. Durante entrevista ao jornal Folha de S.Paulo, Silvio alegou que a baixa audiência da novela devia-se às classes D e E, que não se preocupavam em opções de qualidade: "O que para as classes A e B é estimulante e positivo, para a D é incompreensível: todo o "feedback" que eu tinha de conhecidos era de que a novela era uma maravilha, quando vi as pesquisas, caí do cavalo. O problema da TV é que quem manda na audiência é uma maioria que só busca entretenimento, uma imensidão de gente que consome sandalinha, biscoito, cerveja e móveis pagos em 538 prestações". Além disso, autor também alegou que seu texto era muito sofisticado para uma população com baixo nível intelectual: "Eu queria fazer algo mais sofisticado, o público não entendia nada da novela. Não sabem o que é Óscar, Hollywood ou transexual, não têm referências, e, mesmo que eu explicasse, continuariam não entendendo. Não há compreensão intelectual". Logo após o fim da novela, Silvio preparou um workshop para discutir metodos de trabalho sobre o controverso tema de "Como aumentar a audiência sem apelar para o populacho". As declarações do autor contrastavam, ironicamente, com a exibição da "novela das oito" Porto dos Milagres na mesma época, pautada em personagens humildes e temáticas extremamente populares e fora do luxo, cuja audiência batia os 65 pontos.

## Audiência
O primeiro capítulo marcou 38 pontos, com picos de 42, mantendo a média da estreia da telenovela anterior, Um Anjo Caiu do Céu. Porém, logo nos primeiros dias a trama começou a perder audiência, fechando a primeira semana com 32 pontos de média, cinco a menos que a novela anterior e dez a menos do que Uga Uga marcava um ano antes.
As Filhas da Mãe sofreu perda de audiência causada por fatos ocorridos, que fizeram a novela perdesse público para os programas policiais exibidos por outras emissoras no mesmo horário. Logo no segundo dia da novela, deu-se o desfecho do sequestro de Patrícia Abravanel, filha de Silvio Santos, o que fez com que os telespectadores migrassem para os programas policiais exibidos pelo SBT e RecordTV. Na terceira semana de exibição da novela aconteceram os Ataques Terroristas de 11 de Setembro nos Estados Unidos, aí as atenções se voltaram para esse acontecimento, que contribuiu novamente para a queda da audiência da novela.
Após duas semanas a novela já marcava 29 pontos apenas, se tornando a trama menos vista da emissora, atrás de Malhação Em novembro, dois meses após a estreia, a trama mantinha médias entre 25 e 27 pontos. Por esse fato a emissora decidiu encurtar drasticamente a novela – que tinha previsão inicial de 200 capítulos com possibilidades de ser esticada até 250 – para encerrá-la com 125 capítulos e quatro meses antes do previsto, o que fez com que sua sucessora tivesse que ser adiantada às pressas. As Filhas da Mãe só não se tornou a telenovela menos assistida da TV Globo durante sua exibição pelo fato da emissora passar por uma situação pior ainda com a "novela das seis", A Padroeira, que chegava a amargar 19 pontos. Na reta final, porém, a novela chegou a atingir também 19 pontos e sua média semanal ficava entre 20 e 25 pontos, números nunca antes atingidos por uma novela das sete. O último capítulo surpreendeu e marcou 37 pontos. As Filhas da Mãe teve média geral de 28 pontos, a menor registrada na história do horário em 31 anos, desde Pigmalião 70, sendo superada em 2005, por Bang Bang e considerado muito insatisfatório, uma vez que a emissora tinha a meta de 35 para o horário.
A recepção desastrosa da novela fez com que Sílvio de Abreu não fosse mais escalado para o horário que o consgrou, à exceção de um remake de Guerra dos Sexos que foi ao ar em 2012 e teve recepção similar.

## Reprises
O compacto da novela foi exibido dentro do programa Vídeo Show, no quadro Novelão, em 5 capítulos exibidos de 4 de março de 2013 a 8 de março de 2013.
A novela foi reapresentada pela Globo Portugal de 28 de agosto de 2023 a 20 de janeiro de 2024.

## Prêmios e indicações
| Ano  | Prêmio          | Categoria                | Indicação                       | Resultado | Ref.   |
| ---- | --------------- | ------------------------ | ------------------------------- | --------- | ------ |
| 2001 | Troféu APCA     | Melhor Ator              | Tony Ramos                      | Venceu    | [ 36 ] |
| 2001 | Melhores do Ano | Melhor Atriz             | Fernanda Montenegro             | Indicado  |        |
| 2001 | Melhores do Ano | Melhor Ator              | Raul Cortez                     | Indicado  |        |
| 2001 | Melhores do Ano | Melhor Atriz Coadjuvante | Cláudia Raia                    | Indicado  |        |
| 2001 | Melhores do Ano | Melhor Ator Coadjuvante  | Alexandre Borges                | Venceu    |        |
| 2002 | Troféu Imprensa | Melhor Ator              | Tony Ramos                      | Venceu    | [ 37 ] |
| 2002 | Prêmio Contigo! | Melhor Atriz             | Fernanda Montenegro             | Indicado  |        |
| 2002 | Prêmio Contigo! | Melhor Ator              | Tony Ramos                      | Indicado  |        |
| 2002 | Prêmio Contigo! | Melhor Atriz Infantil    | Ana Beatriz Cisneiros           | Indicado  |        |
| 2002 | Prêmio Contigo! | Melhor Par Romântico     | Alexandre Borges e Cláudia Raia | Indicado  |        |